# 朴尚民
朴尚民（1970年10月19日—），韓國男演員。他在1990年憑着主演林權澤的電影《將軍的兒子》而成名。之後他轉往電視劇發展，當中以《Did We Really Love?》和《Sky Doctor》較為著名。

## 作品列表

### 電視劇
- 1994年：SBS《愛藍色》
- 1994年：SBS《藍色的水花》飾演金東河
- 1995年：KBS《年經人的陽地》飾演朴仁浩
- 1996年：SBS《兄弟之江》
- 1997年：KBS《熱戀》
- 1999年：MBC《我們真的愛過嗎》飾演朴石丘
- 1999年：KBS1《相遇》
- 2000年：SBS《德》飾演鄭炳修(洙)
- 2000年：KBS《愛情的代價》飾演張豪泰
- 2002年：SBS《女人天下》飾演 吉尚
- 2006年：SBS《愛上醜八怪》飾演 申東柱
- 2007年：SBS《不良情侶》飾演 金允錫
- 2007年：MBC《在我身邊》飾演 崔東健
- 2008年：KBS《大王世宗》飾演 讓寧大君
- 2010年：SBS《Giant》飾演 李誠慕
- 2011年：MBC《相信男人》飾演 金南基
- 2011年：SBS《城市獵人》飾演 朴武烈
- 2012年：MBC《武神》飾演 崔良伯
- 2013年：SBS《錢的化身》飾演 池世光
- 2013年：MBC《醜聞：極具衝擊性與不道德的事件》飾演 張太河
- 2017年：SBS《Bravo My Life》飾演 鄭英雄
- 2019年：OCN《附身》飾演 張春燮

### 電影
- 1990年：《將軍的兒子》
- 1991年：《將軍的兒子2》
- 1992年：《不離婚的女人》
- 1992年：《將軍的兒子3》
- 1993年：《無路可走》
- 1995年：《Bitter and Sweet》
- 1995年：《48+1》
- 1996年：《Come to Me》
- 1996年：《Hoodlum Lessons》
- 1997年：《Maria and the Inn》
- 1997年：《Sky Doctor》
- 1998年：《Man Story》
- 2002年：《The Hidden Princess》
- 2003年：《Tube》
- 2008年：《遺憾的城市》

## 獎項
- 1990年憑《將軍的兒子》（장군의 아들）奪得青龍電影獎的最佳男新人賞。
- 1991年奪得青龍電影賞的人氣賞。
- 1991年憑《將軍的兒子》奪得大鐘獎的最佳男新人賞。
- 1994年憑《男人的甜酸苦辣》《남자는 괴로워》奪得百想藝術大賞的人氣賞。
- 2000年 KBS演技大赏《愛情的代價》 优秀演技奖
- 2010年憑電視劇《Giant巨人》奪得SBS演技大賞PD賞
- 2013年第21届韩国文化演艺大赏 电视剧部门最优秀演技奖

## 外部連結
- Profile (Korean)
- Movie Interview
- Profile
- Movie Review
- Interview 2 （页面存档备份，存于）